# (37721) 1996 TX8
1996 تي أكس 8 (ويعرف أيضًا باسم (37721) 1996 تي أكس 8 وفق تسمية الكوكب الصغير) (بالإنجليزية: 1996 TX8)‏ هو كويكب ضمن حزام الكويكبات؛ وترتيبه 37721 من حيث الاكتشاف.
اكتُشف هذا الجُرم الفلكي بواسطة Timothy B. Spahr ‏ في 10 أكتوبر 1996.

## وصلات خارجية
- (37721) 1996 TX8 في قاعدة بيانات مختبر الدفع النفاث لأجرام النظام الشمسي الصغيرة

- الاكتشاف · مخطط المدار ·  العناصر المدارية · المعلمات المادية

- (37721) 1996 TX8 على موقع ويكي سكاي: DSS2, SDSS, GALEX, IRAS, Hydrogen α, X-Ray, Astrophoto, Sky Map, Articles and images